# Мерфіс-Естейтс (Південна Кароліна)
Мерфіс-Естейтс (англ. Murphys Estates) — переписна місцевість (CDP) в США, в окрузі Еджфілд штату Південна Кароліна. Населення — 1719 осіб (2020).

## Географія
Мерфіс-Естейтс розташований за координатами 33°36′4″ пн. ш. 81°56′45″ зх. д. / 33.60111° пн. ш. 81.94583° зх. д. (33.601073, -81.945927).  За даними Бюро перепису населення США в 2010 році переписна місцевість мала площу 5,40 км², з яких 5,39 км² — суходіл та 0,01 км² — водойми.

## Демографія
Згідно з переписом 2010 року, у переписній місцевості мешкала 1441 особа в 504 домогосподарствах у складі 374 родин. Густота населення становила 267 осіб/км².  Було 541 помешкання (100/км²).
Расовий склад населення:
| - 89,6 % — білих - 8,5 % — чорних або афроамериканців - 0,5 % — азіатів - 0,4 % — корінних американців |

До двох чи більше рас належало 0,6 %. Частка іспаномовних становила 1,3 % від усіх жителів.
За віковим діапазоном населення розподілялося таким чином: 25,0 % — особи молодші 18 років, 63,2 % — особи у віці 18—64 років, 11,8 % — особи у віці 65 років та старші. Медіана віку мешканця становила 36,3 року. На 100 осіб жіночої статі у переписній місцевості припадало 92,6 чоловіків;  на 100 жінок у віці від 18 років та старших — 89,6 чоловіків також старших 18 років.
Середній дохід на одне домашнє господарство  становив 47 126 доларів США (медіана — 43 750), а середній дохід на одну сім'ю — 53 339 доларів (медіана — 46 686). За межею бідності перебувало 27,1 % осіб, у тому числі 37,1 % дітей у віці до 18 років та 23,1 % осіб у віці 65 років та старших.
Цивільне працевлаштоване населення становило 488 осіб. Основні галузі зайнятості: роздрібна торгівля — 32,2 %, освіта, охорона здоров'я та соціальна допомога — 21,1 %, виробництво — 15,6 %.